# Kowale (przystanek kolejowy na Litwie)
Kowale (lit. Kalviai, ros. Кальвяй) – przystanek kolejowy w pobliżu miejscowości Czarne Kowale, w rejonie orańskim, w okręgu wileńskim, na Litwie. Leży na linii dawnej Kolei Warszawsko-Petersburskiej.